# Astet
Astet est une commune française, située dans le département de l'Ardèche en région Auvergne-Rhône-Alpes.
Hébergeant les sources de l'Ardèche, la commune fut adhérente à la communauté de communes Source de l'Ardèche, avant de rejoindre la communauté de communes de la Montagne d'Ardèche.

## Géographie

### Situation et description
Le village d'Astet est niché au fond de la haute-vallée de l'Ardèche. On y accède par une petite route en connexion avec la route nationale 102 qui monte au col de la Chavade. Cette route, appelée également « côte de Mayres », est un axe très fréquenté, entre vallée du Rhône et Massif central. La route se matérialise par une rampe de onze kilomètres avec une pente moyenne de 6 %, mais dépassant parfois les 10 %, permet de passer des 576 mètres de Mayres aux 1 266 mètres d'altitude du col de la Chavade.
Le territoire communal d'Astet s’étend sur 3 445 hectares et comprend le point culminant du serre de la Croix de Bauzon, les Valadous, sommet situé à 1 548 mètres d'altitude.

### Communes limitrophes
Astet est limitrophe de sept communes, toutes situées dans le département de l'Ardèche et réparties géographiquement de la manière suivante :

### Climat
Pour des articles plus généraux, voir Climat d'Auvergne-Rhône-Alpes et Climat de l'Ardèche.
En 2010, le climat de la commune est de type climat de montagne, selon une étude du CNRS s'appuyant sur une série de données couvrant la période 1971-2000. En 2020, Météo-France publie une typologie des climats de la France métropolitaine dans laquelle la commune est exposée à un climat de montagne ou de marges de montagne et est dans la région climatique Sud-est du Massif Central, caractérisée par une pluviométrie annuelle de 1 000 à 1 500 mm, minimale en été, maximale en automne.
Pour la période 1971-2000, la température annuelle moyenne est de 6,5 °C, avec une amplitude thermique annuelle de 15,3 °C. Le cumul annuel moyen de précipitations est de 1 460 mm, avec 10,2 jours de précipitations en janvier et 6,3 jours en juillet. Pour la période 1991-2020, la température moyenne annuelle observée sur la station météorologique de Météo-France la plus proche, « Mazan Abbaye Rad », sur la commune de Mazan-l'Abbaye à 6 km à vol d'oiseau, est de 7,4 °C et le cumul annuel moyen de précipitations est de 1 296,9 mm,. Pour l'avenir, les paramètres climatiques de la commune estimés pour 2050 selon différents scénarios d'émission de gaz à effet de serre sont consultables sur un site dédié publié par Météo-France en novembre 2022.

### Hydrographie
L'Ardèche, affluent du Rhône en sa rive droite, prend sa source à Astet.

## Urbanisme

### Typologie
Au 1er janvier 2024, Astet est catégorisée commune rurale à habitat très dispersé, selon la nouvelle grille communale de densité à 7 niveaux définie par l'Insee en 2022.
Elle est située hors unité urbaine. Par ailleurs la commune fait partie de l'aire d'attraction d'Aubenas, dont elle est une commune de la couronne,. Cette aire, qui regroupe 68 communes, est catégorisée dans les aires de 50 000 à moins de 200 000 habitants,.

### Occupation des sols
L'occupation des sols de la commune, telle qu'elle ressort de la base de données européenne d’occupation biophysique des sols Corine Land Cover (CLC), est marquée par l'importance des forêts et milieux semi-naturels (99,1 % en 2018), une proportion sensiblement équivalente à celle de 1990 (99,7 %). La répartition détaillée en 2018 est la suivante : forêts (64,6 %), milieux à végétation arbustive et/ou herbacée (34,5 %), prairies (0,9 %).
L'évolution de l’occupation des sols de la commune et de ses infrastructures peut être observée sur les différentes représentations cartographiques du territoire : la carte de Cassini (XVIIIe siècle), la carte d'état-major (1820-1866) et les cartes ou photos aériennes de l'IGN pour la période actuelle (1950 à aujourd'hui).

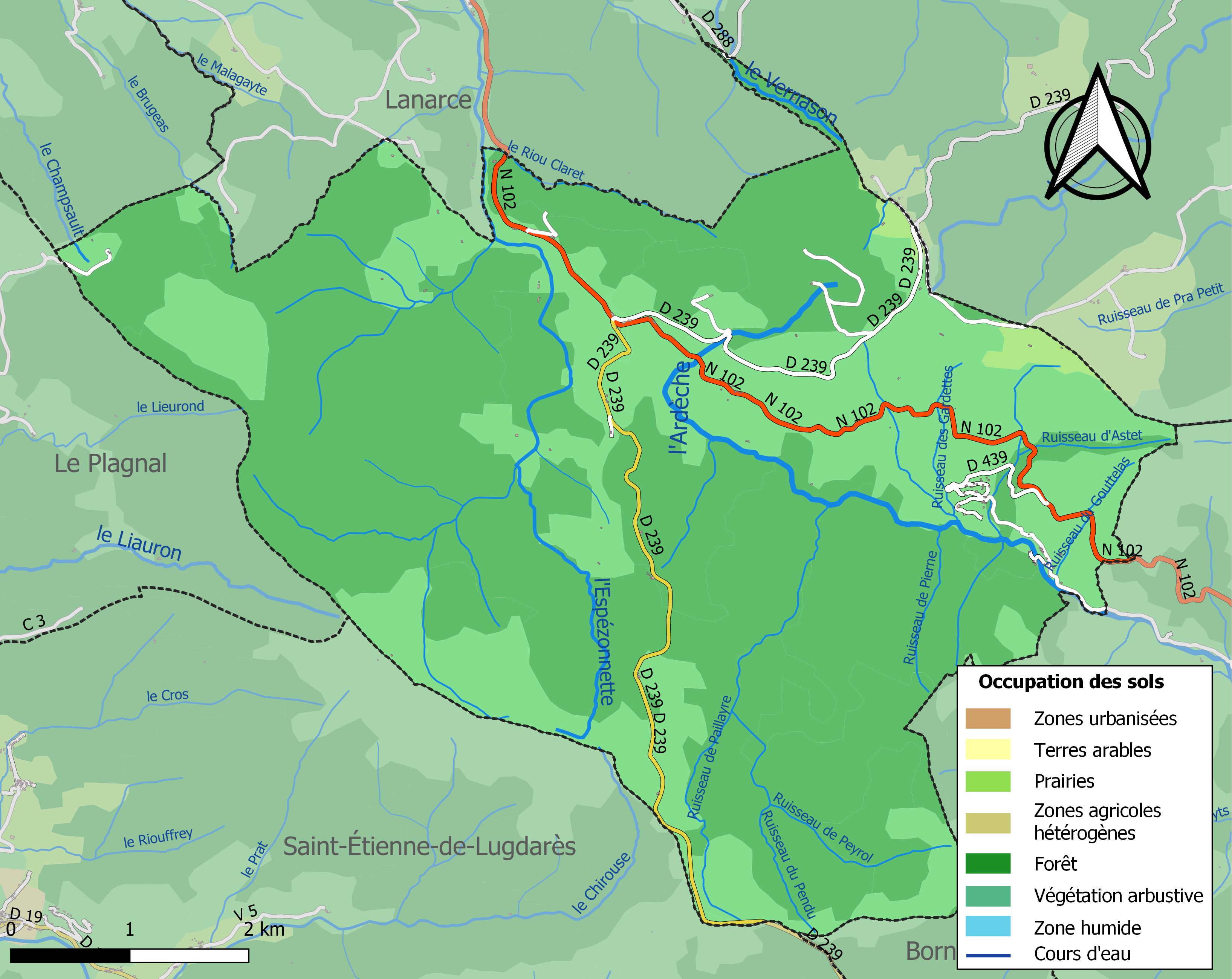
Carte des infrastructures et de l'occupation des sols de la commune en 2018 (CLC).

### Voies de communication et transports

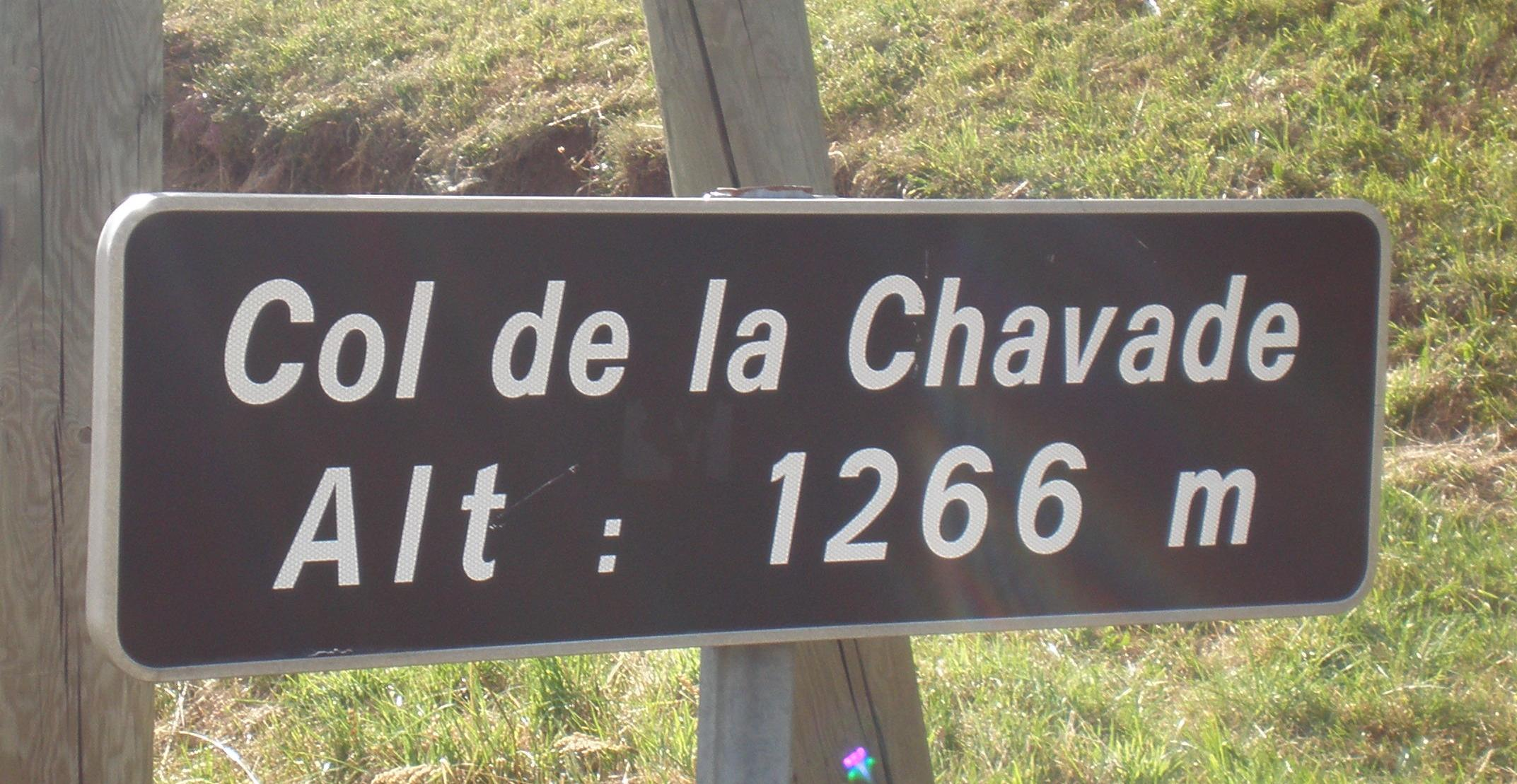
Panneau routier indiquant le col de la Chavade.

Le territoire communal est traversé par la RN 102 qui relie Lempdes-sur-Allagnon par Le Puy-en-Velay à Montélimar.

### Risques naturels et technologiques

#### Risques sismiques
L'ensemble du territoire de la commune d'Astet est situé en zone de sismicité no 2 (sur une échelle de 5), comme la plupart des communes situées sur le plateau et la montagne ardéchoise et du massif cévenol.
| Type de zone | Niveau           | Définitions (bâtiment à risque normal) |
| ------------ | ---------------- | -------------------------------------- |
| Zone 2       | Sismicité faible | accélération = 1,1 m/s2                |

## Histoire
D’abord érigée en paroisse en 1770, Astet est devenue commune en 1907 par amputation de la très vaste commune de Mayres. Astet comptait presque 500 habitants en 1911 pour seulement 41 habitants permanents en 2010. La guerre de 1914-1918 est à l'origine de la diminution de la population puis la désertification des campagnes à partir des années 1950.

## Politique et administration

### Liste des maires
| Période                                  | Période                   | Identité         | Étiquette | Qualité                  |
| ---------------------------------------- | ------------------------- | ---------------- | --------- | ------------------------ |
| Les données manquantes sont à compléter. |                           |                  |           |                          |
| mars 1989                                | En cours (au 6 août 2020) | Christian Vidal, | DVD       | Représentant de commerce |

## Population et société

### Démographie
En 2010, Astet compte 41 habitants, soit une diminution de 20 % par rapport à 1999. La commune occupait en 2009 le 35 994e rang au niveau national, alors qu'elle était au 35 505e en 1999, et le 336e au niveau départemental sur 339 communes.

L'évolution du nombre d'habitants est connue à travers les recensements de la population effectués dans la commune depuis 1911. Pour les communes de moins de 10 000 habitants, une enquête de recensement portant sur toute la population est réalisée tous les cinq ans, les populations de référence des années intermédiaires étant quant à elles estimées par interpolation ou extrapolation. Pour la commune, le premier recensement exhaustif entrant dans le cadre du nouveau dispositif a été réalisé en 2006.

En 2022, la commune comptait 57 habitants, en évolution de +39,02 % par rapport à 2016 (Ardèche : +2,48 %, France hors Mayotte : +2,11 %).
| 1911 | 1921 | 1926 | 1931 | 1936 | 1946 | 1954 | 1962 | 1968 |
| ---- | ---- | ---- | ---- | ---- | ---- | ---- | ---- | ---- |
| 482  | 427  | 389  | 340  | 302  | 302  | 235  | 166  | 139  |

| 1975 | 1982 | 1990 | 1999 | 2006 | 2011 | 2016 | 2021 | 2022 |
| ---- | ---- | ---- | ---- | ---- | ---- | ---- | ---- | ---- |
| 109  | 73   | 67   | 51   | 44   | 40   | 41   | 53   | 57   |

### Enseignement
La commune est rattachée à l'académie de Grenoble.

### Médias
Deux organes de presse écrite sont distribués dans la commune :
- L'Hebdo de l'Ardèche, journal hebdomadaire français basé à Valence et diffusé à Privas depuis 1999. Il couvre l'actualité pour tout le département de l'Ardèche ;
- Le Dauphiné libéré, journal quotidien de la presse écrite française régionale distribué dans la plupart des départements de l'ancienne région Rhône-Alpes, notamment l'Ardèche. La commune est située dans la zone d'édition du centre-Ardèche (Privas).

### Cultes
La communauté catholique et l'église paroissiale (propriété de la commune) sont rattachées à la paroisse « Sainte Marie Rivier en Val d’Ardèche », elle-même rattachée au diocèse de Viviers.

## Culture locale et patrimoine

### Lieux et monuments
- Les Valadous, point culminant du serre de la Croix de Bauzon, à 1 548 mètres d'altitude.
- Col de la Chavade.
- Col du Pendu.
- Station de ski de fond La Chavade - Bel-Air.
- Église Saint-Joseph d'Astet du XIXe siècle.
- Source de l'Ardèche, dans la forêt de Mazan.
- Éoliennes production d'électricité (EDF).

### Héraldique
|  | Astet possède des armoiries dont l'origine et le blasonnement exact ne sont pas disponibles. |